# Dívka, která kopla do vosího hnízda
Dívka, která kopla do vosího hnízda (švédsky Luftslottet som sprängdes) je detektivní román švédského spisovatele Stiega Larssona. Ve Švédsku vyšel v roce 2007, v češtině v roce 2010 v překladu od Azity Haidarové. Román je třetím a posledním dílem trilogie Milénium, která navazuje na předchozí díl Dívka, která si hrála s ohněm.

## Kompozice románu
Kniha je rozdělena na čtyři části (Intermezzo v nemocnici, Hackerská republika, Zhroucení disku a Restart) dále se dělí na 29 kapitol plus epilog. Příběh se odehrává bezprostředně po ději v druhé knize, od 8. dubna do 18. prosince v roce 2004, převážně ve Švédsku, ale i v Nizozemsku.

## Děj
Děj bezprostředně navazuje na předchozí díl, kdy byla Lisbeth Salanderová zraněna Zalaščenkem a zachráněna Mikaelem Blomkvistem. Ten byl na místě zadržen přivolaným policistou, jehož neschopnost měla za následek to, že při zatýkání Ronalda Niedermanna byl jeden policista zavražděn, druhý zraněn a Niedermann utekl a ukryl se. Lisbeth byla odvezena do nemocnice v Göteborgu, kde podstoupila náročnou operaci, při které jí byla vyoperována kulka z mozku. Do stejné nemocnice byl odvezen se zraněním hlavy a nohy Lisbethin otec – Alexander Zalaščenko.
Zalaščenkovi kdysi obstarala novou identitu a po desetiletí ho chránila skupina několika pracovníků tajných služeb označovaná jako Sekce. Tato skupina byla utajená i v rámci bezpečnostních složek, časem se vymkla jakékoliv kontrole a odhalení jejích praktik by mělo pro všechny zúčastněné osudné následky. Proto se Sekce rozhodla po letech opět operativně jednat. Její bývalý šéf, starý a smrtelně nemocný Evert Gullberg, se pod falešnou záminkou dostal do pokoje Zalaščenka a zastřelil jeho i sebe, neúspěšně se pokoušel dostat i do pokoje Lisbethina. (Tomu zabránila Mikaelova sestra Annika Gianniniová, která se stala obhájkyní Lisbeth čelící obvinění z pokusu o vraždu Zalaščenka a z řady dalších menších provinění.) Sekce dále zorganizuje přepadení Anniky Gianniniové a vloupání do Mikaelova bytu, během kterých se zmocní dokumentů, jež dokazují, že v 90. letech se Sekce spojila s psychiatrem Teleborianem, který zneužil svého postavení a na základě falešného posudku nechal uvěznit Lisbeth Salanderovou do psychiatrické léčebny. Mikael při odposlouchávaných telefonátech předstíral, že o všechny dokumenty přišel, ve skutečnost měl ale další kopie.
Mikael, s pomocí doktora Anderse Jonasse, propašoval Lisbeth do pokoje PDA i s připojením na internet. Zdravotní stav Lisbeth byl stabilizovaný, byla mimo ohrožení života, ale pohybovat se mohla jen stěží. Lisbeth se díky PDA spojila s hackerskou komunitou, která poté pomáhala s odposlechy a nabouráváním se do počítačů vyšetřovatelů. Spojila se také s Mikaelem a na jeho žádost pracovala na svém životopisu, který měl být použit u soudu, s policií totiž odmítala mluvit.
Na žádost Dragana Armanského se případem začal zabývat útvar pro ochranu ústavy, součást tajných složek vedená Torstenem Edklinthem. Ten vytvořil vyšetřovací skupinu, která se spojila i s vysokými státními úředníky včetně premiéra a spolupracovala s Blomkvistem.
Bývalá šéfredaktorka Milénia Erika Bergerová odešla z vedení Milénia a stala se šéfredaktorkou deníku Svenska Morgon-Posten, po jejím příchodu zemřel její předchůdce Håkan Morander a musela reagovat na změny. Kromě toho jí začal vyhrožovat a ohrožovat stalker, s jehož odhalením na dálku pomohla Lisbeth – byl jím pracovník SMP Peter Fredriksson, který znal a miloval Eriku od střední školy, ale ona ho ignorovala. Erika Petera neudala policii, ale donutila ho opustit Stockholm. Erika posléze SMP opustila kvůli tomu, že se dostala do konfliktu s předsedou představenstva Borgsjöem – redaktor Milénia totiž zjistil, že jeho firmy profitovaly ze zneužívání dětské práce v Asii, a Erika celou záležitost zveřejnila.
K Sekci se dostaly indicie, že Blomkvist má důkazy o roli Sekci, a proto se odhodlala k zoufalému kroku a poslala na něj nájemné vrahy. Blomkvist se ale ubránil a útočniky zneškodnili členové vyšetřovacího týmu z útvaru pro ochranu ústavy.
Při soudním procesu vedeném soudcem Iversenem byl odhalen Peter Teleborian jako lhář a pedofil, na jeho psychiatrickém posudku závisela obžaloba a státní zástupce Ekström tak musel uznat Lisbethinu nevinu a právní způsobilost. Současně s procesem bylo vydáno i speciální číslo časopisu Milénium, které odhalilo spiknutí Sekce proti Salanderové. Zároveň byly provedeny razie, zatčeni členové Sekce a kauza se poté dále vyšetřovala.
Lisbeth po soudu odlétá na Gibraltar, aby si srovnala myšlenky, setkává se s finančním poradcem Jeremym MacMillanem, kterého zaměstnala, aby ji „přepral“ peníze z Wennerströmovy aféry. Poté odletěla do Paříže, kde se setkala s Miriam Wu, která v Paříži studovala. Annika posléze Lisbeth oznamuje, že má dědit polovinu Zalova jmění, druhá půlka patří sestře. Lisbeth ale Zalovy peníze odmítá, posléze je ale přijme a pomocí dědictví odhalila, kde se skrývá Ronald Niedermann, napřed jej chtěla zabít, ale pak na něj poštvala motorkáře Sonnyho Nieminena a vše oznámila policii. Niedermann byl zabit motorkáři a Nieminen zastřelen při zatýkání, klub Svavelsjö MC byl definitivně zničen. Lisbeth se opět spřátelila s Mikaelem.

## Ocenění
- cena Skleněný klíč (2008)
- vítězství v anketě Kniha roku 2010 pořádané knižním webem Databazeknih.cz

## Filmová adaptace
- 2009 Dívka, která kopla do vosího hnízda (Luftslottet som sprängdes) Švédsko Dánský film. Režie: Daniel Alfredson, hrají: Michael Nyqvist, Noomi Rapace, Lena Endre.